# Abénaquise (navire)
L'Abénaquise est une grosse frégate de 36 canons de la marine royale, construite par René-Nicolas Levasseur à Québec. C'est l'un des rares bâtiments de guerre français du XVIIIe siècle construits au Canada. Lancée en 1756, elle est perdue l'année suivante pendant la guerre de Sept Ans.

## Sa construction et son armement

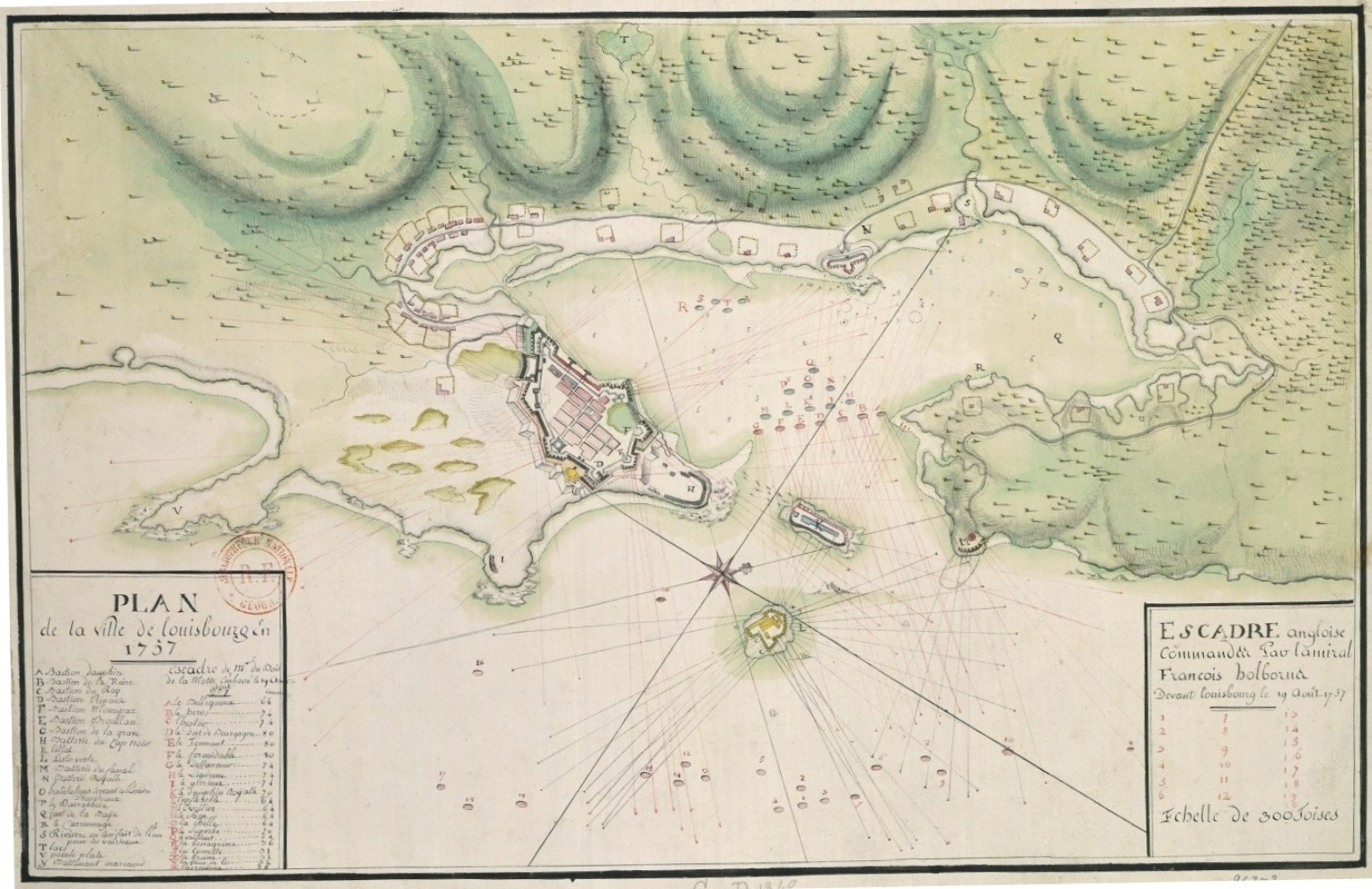
Le dispositif défensif français à Louisbourg en 1757. L’Abénaquise participe à la défense du port dans l'escadre de Dubois de La Motte.

Le navire doit son nom à la tribu canadienne des Abénaquis. Alors que les bâtiments de ce type sont généralement achevés en moins d'un an, sa construction est assez longue puisque l’Abénaquise est mise sur cale en juillet 1753 à Québec et n'est lancée qu'en juin 1756.  
Elle porte 8 canons de 18 livres et 28 canons de 12 livres. La présence de canons de 18 livres est exceptionnelle sur une frégate au milieu du XVIIIe siècle, ce type d'armement étant normalement réservé aux vaisseaux de ligne type 74 canons. Les frégates françaises les mieux armées à cette époque portent du canon de 12 livres, et nombre d'entre elles, souvent anciennes, sont équipées de plus petits calibres. Avec cet armement, l’Abénaquise est donc proche du petit vaisseau de ligne souvent dit de « quatrième rang ». 

## Une courte carrière militaire
L’Abénaquise est armée à Québec en juin 1756 avec l’équipage du Léopard. Son premier commandant est le capitaine Gabriel Pellegrin. Pendant l’été, l’Abénaquise est envoyé à Louisbourg, sur l’Ile Royale, où elle arrive le 13 août. Le 6 septembre, le navire part pour Brest afin de rapatrier des soldats blessés au début de la guerre qui vient de reprendre avec l’Angleterre. 
En 1757, elle repart pour Louisbourg sous le commandement du lieutenant de vaisseau Mac Carthy. Elle fait partie d’une petite escadre de quatre vaisseaux et deux frégates aux ordres du capitaine Joseph-François de Noble du Revest qui doit rallier le port de Louisbourg. Cette force quitte Toulon le 18 mars et passe dans l’Atlantique le 5 avril en repoussant six vaisseaux anglais qui veulent lui barrer la route à Gibraltar. Elle arrive à Louisbourg le 15 juin et se combine à deux autres escadres arrivées séparément. La traversée s'est faite très rapidement jusqu'à la Petite ferme sur la Côte de Beaupré. L’Abénaquise stationne pendant tout l’été à Louisbourg, intégrée à la puissante concentration navale de Dubois de La Motte qui défend la place.  
Le 24 septembre, une violente tempête s'abat sur la région. Bien qu'à l'abri dans le port, elle heurte une roche et doit être mise en carène pour en vérifier la coque. Le 30 octobre 1757, elle repart de Louisbourg pour la France mais elle est séparée de l’escadre par le mauvais temps. Le 23 novembre 1757, elle est prise par le HMS Unicorn dans les atterrages de Brest. Elle est rebaptisée HMS Aurora et sa carène sert de modèle à deux types de frégates anglaises. Elle est démolie en avril 1763. L’Abénaquise fait partie des cinquante-six frégates perdues par la France lors de la guerre de Sept Ans. Le bâtiment est parfois orthographié Abénakise.

### Sources et bibliographie
: document utilisé comme source pour la rédaction de cet article.
- (en) W.J. Eccles, France in America, New York, Harper & Row, Publishers, 1972 (présentation en ligne)
- Michel Vergé-Franceschi (dir.), Dictionnaire d'Histoire maritime, éditions Robert Laffont, coll. « Bouquins », 2002 (ISBN 2-221-08751-8 et 2-221-09744-0)
- Jean Meyer et Martine Acerra, Histoire de la marine française : des origines à nos jours, Rennes, Ouest-France, 1994, 427 p. [détail de l’édition] (ISBN 2-7373-1129-2, BNF 35734655)
- Étienne Taillemite, Dictionnaire des marins français, Paris, Tallandier, coll. « Dictionnaires », octobre 2002, 537 p. [détail de l’édition] (ISBN 978-2847340082)
- Martine Acerra et André Zysberg, L'essor des marines de guerre européennes : vers 1680-1790, Paris, SEDES, coll. « Regards sur l'histoire » (no 119), 1997, 298 p. [détail de l’édition] (ISBN 2-7181-9515-0, BNF 36697883)
- Alain Demerliac, La Marine de Louis XV : Nomenclature des Navires Français de 1715 à 1774, Nice, Oméga, 1995
- Jean-Michel Roche (dir.), Dictionnaire des bâtiments de la flotte de guerre française de Colbert à nos jours, t. 1, de 1671 à 1870, éditions LTP, 2005, 530 p. (lire en ligne)
- Onésime Troude, Batailles navales de la France, t. 1, Paris, Challamel aîné, 1867-1868, 453 p. (lire en ligne)
- Georges Lacour-Gayet, La Marine militaire de la France sous le règne de Louis XV, Honoré Champion éditeur, 1902, édition revue et augmentée en 1910 (lire en ligne)